# Currports
Currports – program służący do wyświetlania aktualnie otwartych portów TCP/IP oraz UDP. Dla każdego portu znajdującego się na liście wyświetla informacje o procesie, który go otworzył, włączając w to takie informacje jak jego nazwa, dokładna ścieżka dostępu, PID, datę jego utworzenia, nazwę użytkownika który go uruchomił, numery portów lokalnych, zdalnych, nazwę zdalnego hosta oraz wiele innych opcji. Jego wydawcą jest firma Nirsoft. Dostępne są wersje zarówno dla systemów 32-, jak i 64-bitowych.

## Przykład
```
Proces name: firefox.exe
Proces id: 1100
Protocol: TCP
Local Port: 50200
Local Address: 127.0.0.1
Remote Port: 50201
Remote Address: 127.0.0.1
State: Established
Process Path: d:\Program files\mozilla firefox\firefox.exe
Product Name: Firefox
File description: Firefox
File Version: 1.6
Company: Mozilla Corporation
Proces Created on: 2007.04.11 12:23:02
User name: domena\użytkownik
Added On: 2008.01.31 13:23:07
```

## Wymagania systemowe
Ta aplikacja działa pod kontrolą systemów: Windows NT, Windows 2000, Windows XP, Windows Server 2003 oraz Windows Vista. Jeśli aplikacja ta ma działać pod systemem Windows NT trzeba zainstalować bibliotekę psapi.dll w katalogu system32.
Możliwe jest użycie tego programu również na starszych wersjach Windows (Windows 98/ME), ale informacje o procesach nie będą wyświetlane dla wszystkich portów. 

## Używanie filtrów
Występują one w wersjach powyżej 1.20. Włącza się je klikając na Opions (Opcje) > Advanced filters (Zaawansowane filtry) lub wciskając F9
```
[include | exclude] : [local | remote | both | process] : [tcp | udp | tcpudp] : [IP Range | Ports Range] 
```

```
[włącz | wyklucz]  : [lokalny | zdalny | oba | proces] : [tcp | udp | tcpudp] : [Zakres IP | Zakres portów]
```

### Przykłady
- Wyświetla tylko pakiety wysyłane na zdalny port 80 (strony internetowe) korzystając z protokołu TCP:

```
include:remote:tcp:80
```

- Wyświetla tylko pakiety wysyłane na zdalny port 80 (strony internetowe) korzystając z protokołu TCP i port 53 (DNS) korzystając z protokołu UDP:

```
include:remote:tcp:80
include:remote:udp:53
```

- Wyświetla tylko pakiety pochodzące z zakresu adresów IP: 192.168.0.1 192.168.0.100:

```
include:remote:tcpudp:192.168.0.1-192.168.0.100
```

- Wyświetla pakiety wysyłane za pomocą protokołów TCP oraz UDP używające portów z zakresu: 53–139:

```
include:both:tcpudp:53-139
```

- Filtruje większość pakietów sieci BitTorrent (port 6881):

```
exclude:both:tcpupd:6881
```

- Otwiera otwarte porty przeglądarki Firefox:

```
include:process:firefox.exe 
```

## Opcje linii komend
- /stext <Filename> 	Zapisuje listę wszystkich otwartych portów korzystających z protokołów TCP/UDP do pliku tekstowego.
- /stab <Filename> 	Zapisuje listę wszystkich otwartych portów korzystających z protokołów TCP/UDP do pliku tekstowego oddzielonego tabulatorami.
- /stabular <Filename> 	Zapisuje listę wszystkich otwartych portów korzystających z protokołów TCP/UDP tabelarycznego pliku tekstowego.
- /shtml <Filename> 	Zapisuje listę wszystkich otwartych portów korzystających z protokołów TCP/UDP do pliku HTML (poziomo).
- /sverhtml <Filename> 	Zapisuje listę wszystkich otwartych portów korzystających z protokołów TCP/UDP do pliku HTML (pionowo).
- /sxml <Filename> 	Zapisuje listę wszystkich otwartych portów korzystających z protokołów TCP/UDP do pliku XML.
- /filter <filter string> Uruchamia program CurrPorts z włączonymi filtrami. Aby użyć kilku filtrów jednocześnie należy je oddzielić średnikiem (";").
- /cfg <cfg filename> 	Uruchamia program CurrPorts z wyznaczonego pliku konfiguracyjnego (.cfg).

### Przykłady
- Zapisuje do pliku HTML wszystkie otwarte porty korzystające z protokołu TCP/IP otwarte przez przeglądarkę Internet Explorer:

```
cports.exe /filter "include:process:iexplore" /shtml "c:\temp\ports.html"
```

- Otwiera program CurrPorts z załadowanym filtrem który powoduje tylko wyświetlanie otwartych portów przeglądarek Internet Explorer oraz Firefox:

```
cports.exe /filter "include:process:firefox;include:process:iexplore" 
```

## Zamykanie połączeń z poziomu linii komend
Zaczynając od wersji 1.09, można zamknąć jedno lub więcej połączeń z poziomu linii komend używając parametru /close .
Składnia:
```
/close <Local Address> <Local Port>   <Remote Address> <Remote Port>
```

```
/close <Adres lokalny> <Port lokalny> <Adres zdalny>   <port zdalny>
```

Dla każdego parametru można użyć "*" aby rozkazać włączyć wszystkie adresy lub porty.

### Przykład
- Zamyka wszystkie połączenia z portem zdalnym 80 i adresem zdalnym 192.168.1.10:

```
/close * * 192.168.1.10 80
```

- Zamyka wszystkie połączenia z portem zdalnym 80 (dla wszystkich zdalnych adresów):

```
/close * * * 80
```

- Zamyka wszystkie połączenia z adresem zdalnym 192.168.20.30:

```
/close * * 192.168.20.30 *
```

- Zamyka wszystkie połączenia z portem lokalnym 80:

```
/close * 80 * * 
```

## Tłumaczenie Currports na inne języki
Program CurrPorts łatwo pozwala się przetłumaczyć na inne języki (standardowy to angielski)
Postępowanie
1. uruchom program CurrPorts z parametrem /savelangfile

```
cports.exe /savelangfile
Spowoduje to powstanie pliku o nazwie 
cports_lng.ini
 w katalogu który zajmuje CurrPorts.
```

1. Otwórz utworzony plik w notatniku lub innym edytorze
2. Przetłumacz wszystko na język w którym łatwiej ci się pracuje
3. Uruchom program (tłumaczenie powinno się załadować automatycznie)

## Licencja
Program Currports udostępniony jest w licencji freeware